# Шток-им-Айзен-плац

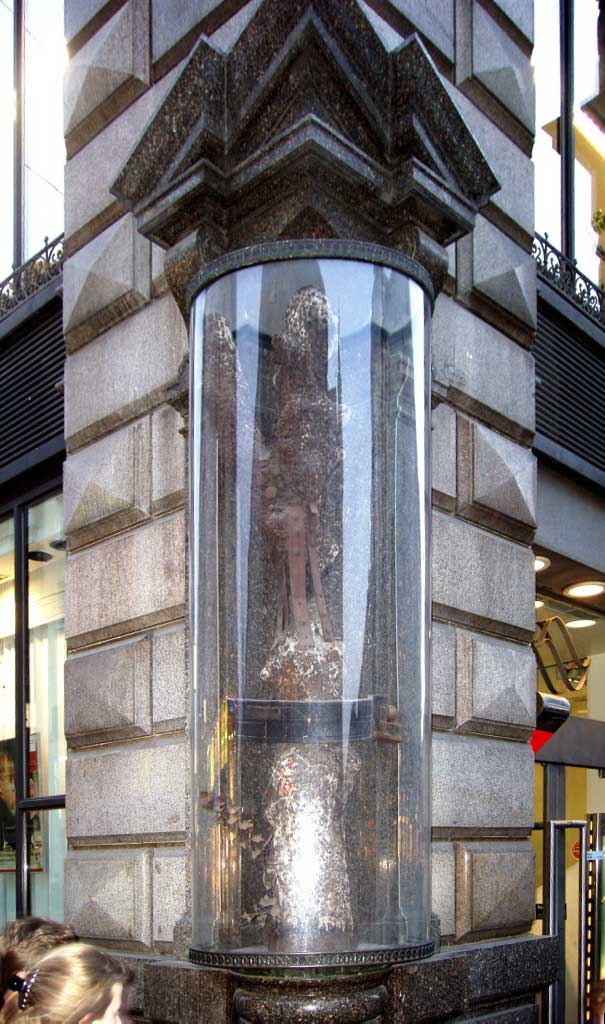
Шток-им-Айзен

Шток-им-А́йзен-плац (нем. Stock-im-Eisen-Platz — «площадь ствола [шеста] в железе») — площадь в центре Внутреннего Города в Вене, прилегающая к Штефансплац.
В нише на углу расположенного на площади дворца Экитабль хранится местная достопримечательность — Шток-им-Айзен, убранный в стеклянный цилиндр ствол ели со вбитыми в него гвоздями, опоясанный железными скобами, давший название самой площади. По цеховому обычаю XVIII века кузнецы вбивали в ствол дерева гвоздь, веря, что это принесёт им удачу. Подобный обычай был распространён в нескольких районах Габсбургской монархии. Тем не менее, известно, что в дерево на Шток-им-Айзен-плац гвозди забивались ещё в XV веке, что, как полагают, может объясняться использованием гвоздей в качестве вотивных предметов в Средние века.
От площади отходят известные улицы Вены — Кернтнерштрассе и Грабен. После сноса в конце XIX века нескольких зданий, отделявших Шток-им-Айзен-плац от Штефансплац, две площади фактически слились в одну, хотя несколько домов продолжают иметь адрес по Шток-им-Айзен-плац. В их числе известный дом Хааса, который обычно упоминается в числе зданий, находящихся на Штефансплац.